# Цхакая, Коба Львович
Коба Львович Цхакая (груз. კობა ლევანის ძე ცხაკაია) (род. 30 марта, 1964 года в Тбилиси, Грузинская ССР, ныне Грузия) — грузинский актёр, режиссёр, сценарист, аниматор, драматург и продюсер.
Коба Цхакая в 1988 году окончил Грузинский Театральный Институт (специальность «актёр театра и кино»), затем, в 1990 году Тбилисский университет (специальность «кинодраматург») и в 1995 году Всесоюзный Государственный Институт Кинематографии (специальность «режиссёр кино и телевидения»).
С 1995 года работает режиссёром-постановщиком на киностудии «Грузия-фильм». Снял ряд документальных фильмов, несколько телесериалов, полнометражный художественный фильм «Пилигрим» (1994). Сыграл небольшие роли в фильмах «Солнце неспящих» (1992), «Тысяча и один рецепт влюблённого кулинара» (1995), «Красный стрептоцид» (2001).
В 1986—1990 гг. играл в Руставском драматическом театре. Ряд пьес Цхакая был поставлен в различных театрах Грузии.
В 1993 году присвоен приз Вима Вендерса на мюнхенском фестивале за фильм «Пилигрим».
На первом канале грузинского телевидения «Ночь Мелких Звезд» (45-серийный телесериал), соавтор сценария с Михо Мосулишвили, Андро Енукидзе, Сосо Мчедлишвили, Александр Кокрашвили; — 2000.
В 2006 году пьеса Кобы Цхакая «В поисках реальности с пультом от телевизора» получила третий приз Всероссийской премии за достижения в области драматургии «Действующие лица» . Цхакая был приглашён на заключительную церемонию премии, однако ему было отказано в визе, — этот случай привлёк внимание журналистов в контексте обострения российско-грузинских отношений .
Актёр театра и кино. Кинодраматург. Режиссёр кино и телевидения.

### Профессиональная деятельность
1986—1990 РУСТАВСКИЙ ДРАМАТИЧЕСКИЙ ТЕАТР. Актёр
1990 К\Ф «СОЛНЦЕ НЕСПЯЩЧИХ» (РЕЖ. Баблуани) Актёр.
1995 К\Ф «1001 рецерт» (РЕЖ. джорджадзе) Актёр.
1995 По сей день государственный грузинский Университет. Руководитель творческой режиссёрской мастерской.
2006 Грузинский государственный Университет театра и кино. Профессор.
1997—1998 Координатор ТВ — «Квемо Картли».
2001 К\Ф «Красный стрептоцид» (реж. Чигинский) Актёр.
1995 По сей день реж-постановшик на кино-студии «ГРУЗИЯ-ФИЛЬМ».
2020 По сей день организатор Международного интернет-фестиваля короткометражных фильмов «ДИОГЕН»
ТЕЛЕ И КИНО ПОСТАНОВКИ
1992 Док. К\Ф «Отражение» Реж-постановшик. 10 мин. кино-студия «ГРУЗИЯ-ФИЛЬМ» и VGIK.
1993 К\Ф «Пилигрим» Реж-постановшик. 56 мин. кино-студия «ГРУЗИЯ-ФИЛЬМ» и VGIK.
1994 Док. К\Ф «Тамада, или мир во круг стола» Реж-постановшик. 26 мин. кино-студия «IMA—film» франц.
1995 Док. К\Ф «Воины христовы» Реж-постановшик. 18 мин. VGIK.
1996 Много серииный Т\Ф «Шатало» Реж-постановшик, 13 серий. ТВ — «Квемо Картли».
1999 Т\Ф «Рождественская сказка» Реж-постановшик. 28 мин.. ТВ — «Квемо Картли» и TV-4.
1999—2000 Много серииный Т\Ф «Звёздная ночь» Реж-постановшик, сценарист, актёр. 45 серии.. 1 канал ТВ.
2002 Т\Ф «Опера» Реж-постановшик, сценарист 3 серии. Заказ Мин. Внутренных Дел.
2003 Док. Т\Ф «Провинцыальные ескизы» Реж-постановшик. 18 серии. Заказ ТВ.
1999 «Чувство» , Реж-постановшик, сценарист (Радио постановка) 26мин. 1 канал ТВ.
2000 «Бабочка» , Реж-постановшик, сценарист (Радио постановка) 26мин. 1 канал ТВ.
2001 «Бабочка» , Реж-постановшик, сценарист (Радио постановка) 24мин. 1 канал ТВ.
2001 «О людях, о львах и о сказках» , Реж-постановшик, сценарист (Радио постановка) 26мин. 1 канал ТВ.
2006 « Усталыи ангел» Реж-постановшик, сценарист (Радио постановка) 80мин. 1 канал ТВ.
2006 «Електронная связ любви» Реж-постановшик, сценарист (Радио постановка) 82мин. 1 канал
ТВ.
2006 «Короткая дорога» Реж-постановшик, сценарист (Радио постановка) 81мин. 1 канал
ТВ.

#### Театральные постановки
2002 «Жизнь без тепла» Тбилисский Экспериментальный Театр. Драматург.
2003 «Солдаты Солнца» Ахалцихский Государственный Театр. Драматург.
2004 «Маленькие Иллюзии» , Телавский Государственный Театр. Драматург.
2006 "КТО ТАМ? " — ГОСУДАРСТВЕННЫЙ ТЕАТР РУСТАВИ, РЕЖИССЁР, ДРАМАТУРГ.

## Награды и премии
1986 МЕЖДУНАРОДНЫЙ КОНКУРС ХУД.ЧТЕНИЯ ИМ.ЯХОНТОВА. 3-я ПРЕМИЯ.
1987 МЮНХЕНСКИЙ МЕЖДУНАРОДНЫЙ КИНО ФЕСТИВАЛ. ПРИЗ ВИМА ВЕНДЕРСА.
1988 КИЕВСКИЙ МЕЖДУНАРОДНЫЙ КИНО ФЕСТИВАЛ.
1995 МЕЖДУНАРОДНЫЙ КИНО ФЕСТИВАЛ «ЗОЛОТОИ ВИТЯЗЬ».ДИПЛОМ.
1993 МЕЖДУНАРОДНЫЙ СЕЛЕКТ КИНО ШКОЛ (МЕХИКО).
1994 КОНКУРС МОЛОДЫХ ЛИТЕРАТОРОВ «БЕСТСЕЛЕР». 3-я ПРЕМИЯ.
2001 КОНКУРС ТЕЛЕСЕРИАЛОВ ТВ-«ИБЕРИЯ».
2002 КОНКУРС МОЛОДЫХ ДРАМАТУРГОВ «ЕДИНСТВО». 3-я ПРЕМИЯ.
2002 КОНКУРС ТЕЛЕСЕРИАЛОВ ТВ-«9 КАНАЛ» 1-я ПРЕМИЯ.
2002 ИНТЕРНЕТ- КОНКУРС МОЛОДЫХ ЛИТЕРАТОРОВ «КВАЛИ».
2003 КОНКУРС ЛИТЕРАТОРОВ «САБА».
2004 МЕЖДУНАРОДНЫЙ КОНКУРС РАДИО-ПЬЕС ББС. Sertifikate.
2005 МЕЖДУНАРОДНЫЙ КОНКУРС РАДИО-ПЬЕС ББС. Sertifikate.
2006 IV Всероссийский конкурс драматургов «Действующие лица». 3-я ПРЕМИЯ.
2015 лауреат МЕЖДУНАРОДНОГО КИНОФЕСТИВАЛЬЯ «РАДОНЕЖ».